# 名駅南
名駅南（めいえきみなみ）は、愛知県名古屋市中村区および中川区の町名。現行行政地名は名駅南一丁目から名駅南五丁目。住居表示実施済み。

## 概要
中村区名駅南は区南東部に位置し、東は中区栄一丁目、西は太閤一丁目・牧野町・平池町・運河町・西日置町、南は西日置一丁目・松重町、北は名駅四・五丁目に接する。
中村区側は一丁目から五丁目、中川区側は四丁目と五丁目で構成され、中川区側は全域が道路・鉄道用地のみとなっている。
広義の名駅地区の一部に含まれる。町域北部の広小路通に面する一丁目や二丁目は名古屋駅から比較的近いが、南部の三～五丁目は駅からはやや離れている。

## 歴史

### 町名の由来
名駅一～五丁目の南に位置することに由来する。

### 沿革
- 1980年（昭和55年）5月25日 - 中村区日置通の一部より、同区名駅南五丁目が成立[1]。
- 1981年（昭和56年）6月7日 - 以下の通り編入・成立。
  - 中村区北禰宜町・東柳町・西柳町・禰宜町全域および内屋敷町・笹島町・下広井町・蘇鉄町・太閤通・納屋町・広小路西通・船入町・牧野町・南禰宜町の各一部より、中村区名駅南一丁目が成立[1]。
  - 中村区内屋敷町・水主町・下笹島町・下広井町・蘇鉄町・納屋町・南禰宜町の各一部より、中村区名駅南二丁目が成立[1]。
  - 中村区水主町・下広井町・日置通・若狭町の各一部より、中村区名駅南三丁目が成立[1]。
  - 中村区下広井町・日置通・若狭町の各一部より、中村区名駅南四丁目が成立[1]。
  - 中村区日置通の一部を中村区名駅南五丁目へ編入[1]。
  - 中川区西日置町の一部より、中川区名駅南四・五丁目が成立[3]。

## 世帯数と人口
2019年（平成31年）2月1日現在の世帯数と人口は以下の通りである。
| 区     | 丁目         | 世帯数    | 人口    |
| ------ | ------------ | --------- | ------- |
| 中村区 | 名駅南一丁目 | 669世帯   | 896人   |
| 中村区 | 名駅南二丁目 | 507世帯   | 597人   |
| 中村区 | 名駅南三丁目 | 685世帯   | 971人   |
| 中村区 | 名駅南四丁目 | 173世帯   | 213人   |
| 中村区 | 名駅南五丁目 | 549世帯   | 865人   |
| 計     | 計           | 2,583世帯 | 3,542人 |

### 人口の変遷
国勢調査による人口の推移
| 1995年（平成7年）  | 3,014人 | [ WEB 5 ] |  |
| 2000年（平成12年） | 2,882人 | [ WEB 6 ] |  |
| 2005年（平成17年） | 3,119人 | [ WEB 7 ] |  |
| 2010年（平成22年） | 3,849人 | [ WEB 8 ] |  |
| 2015年（平成27年） | 3,711人 | [ WEB 9 ] |  |

## 学区
市立小・中学校に通う場合、学校等は以下の通りとなる。また、公立高等学校に通う場合の学区は以下の通りとなる。
| 区     | 丁目         | 番・番地等 | 小学校               | 中学校               | 高等学校 |
| ------ | ------------ | ---------- | -------------------- | -------------------- | -------- |
| 中村区 | 名駅南一丁目 | 全域       | 名古屋市立笹島小学校 | 名古屋市立笹島中学校 | 尾張学区 |
| 中村区 | 名駅南二丁目 | 全域       | 名古屋市立笹島小学校 | 名古屋市立笹島中学校 | 尾張学区 |
| 中村区 | 名駅南三丁目 | 全域       | 名古屋市立笹島小学校 | 名古屋市立笹島中学校 | 尾張学区 |
| 中村区 | 名駅南四丁目 | 全域       | 名古屋市立笹島小学校 | 名古屋市立笹島中学校 | 尾張学区 |
| 中村区 | 名駅南五丁目 | 全域       | 名古屋市立笹島小学校 | 名古屋市立笹島中学校 | 尾張学区 |

## 主な施設

### 名駅南一丁目
- 日本生命笹島ビル
- 名古屋三井ビルディング本館・新館
- 名古屋三井物産ビル
- 三菱UFJ銀行柳橋支店
- 名古屋中公共職業安定所（ハローワーク名古屋中）

### 名駅南二丁目
- 岡崎信用金庫柳橋支店

1966年（昭和41年）1月21日開設。2017年（平成29年）9月25日、伏見地区に店舗を新築し、「名古屋支店」と改称の上移転した。建物については2021年4月30日までに生駒組の施工により解体され現存しない。

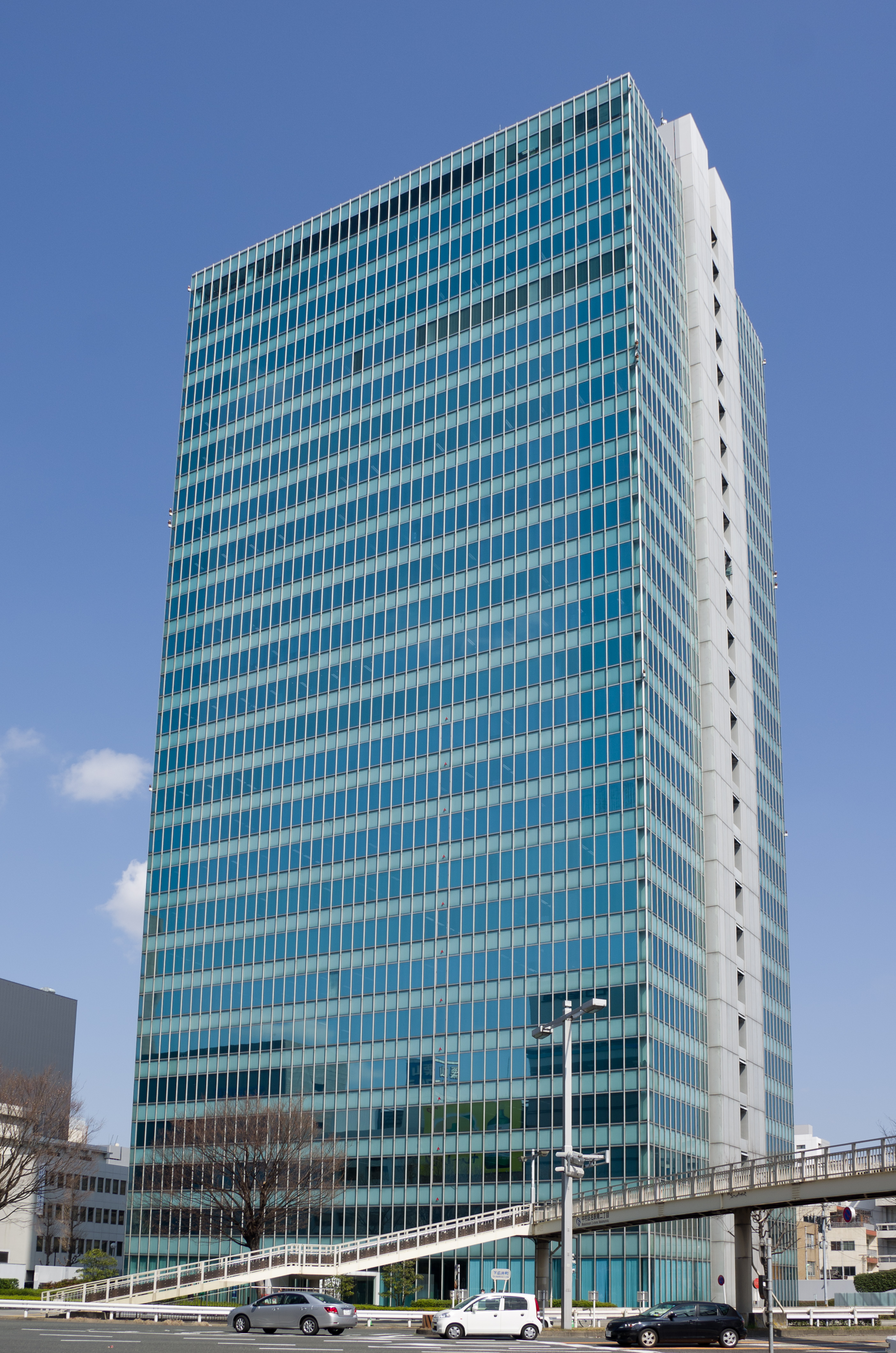
住友生命名古屋ビル
- 名古屋四季劇場
- パナソニック名古屋中村ビル
- 名鉄バス名古屋中央営業所
- エディオン名古屋本店
- 東海医療科学専門学校

- 住友生命名古屋ビル

### 名駅南四丁目
- 中日美容専門学校
- 六反公園

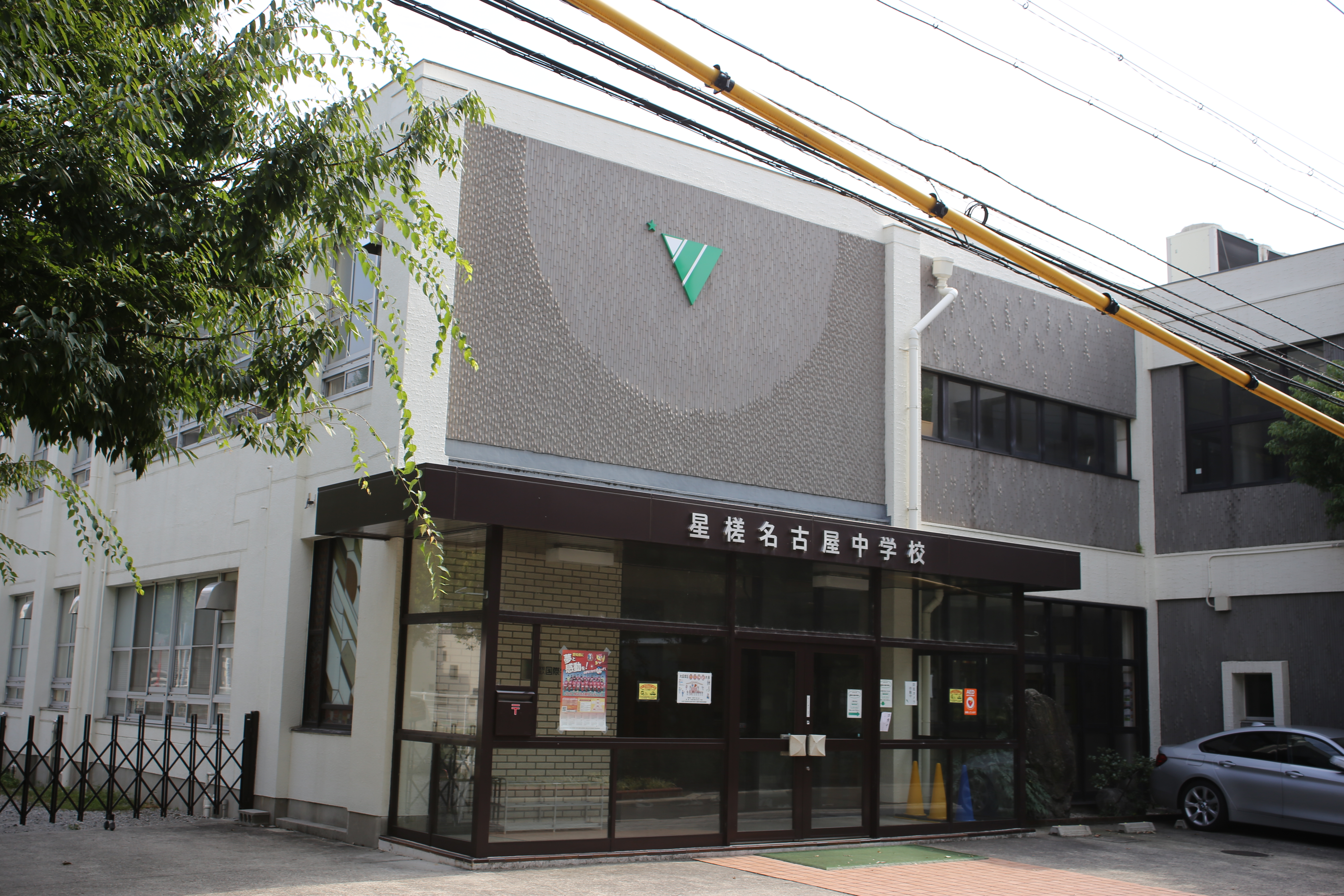
星槎名古屋中学校
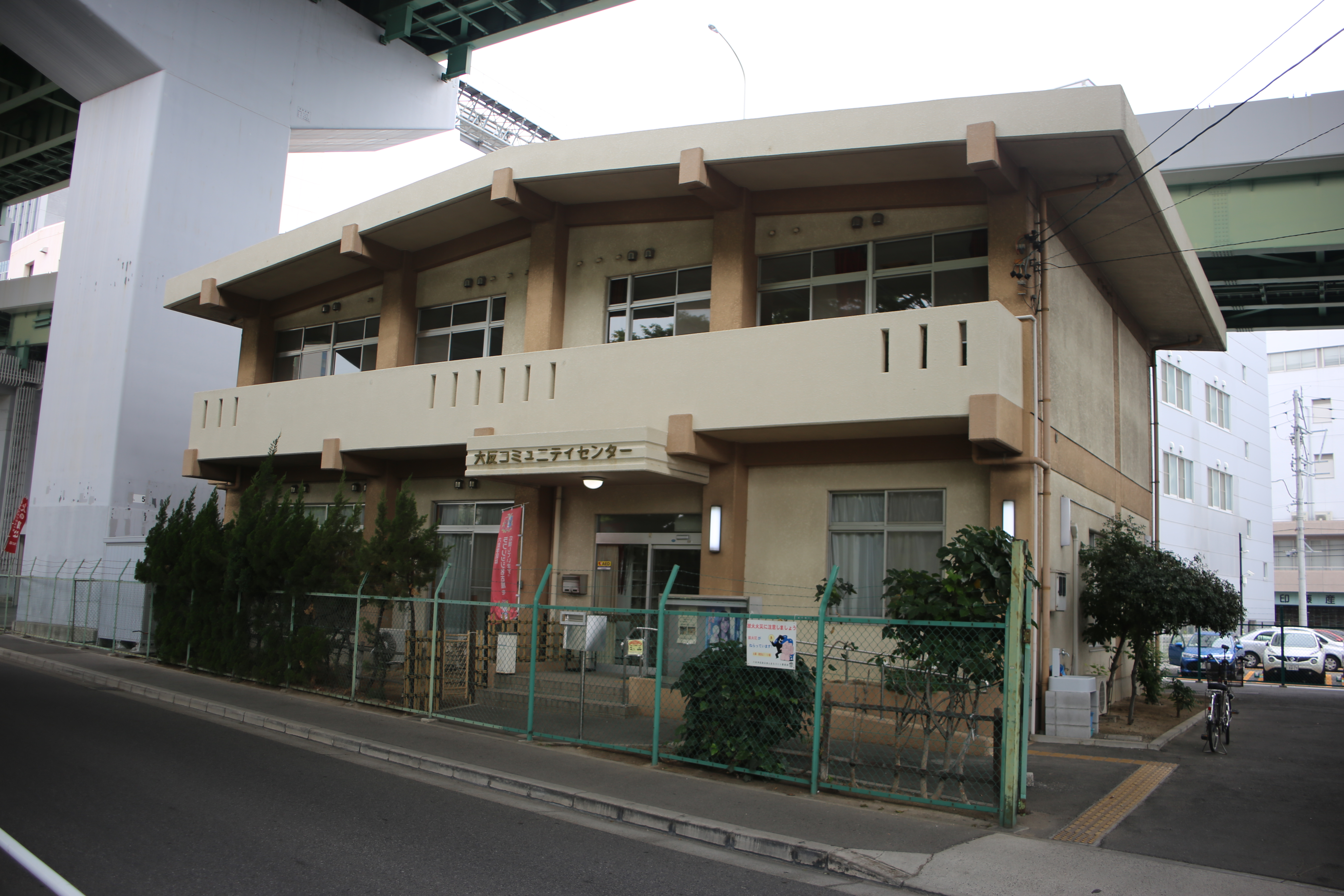
六反コミュニティセンター

- ダイドー本社・ロボット館

- 星槎名古屋中学校
- 六反コミュニティセンター

## 交通
- 名駅通
- 太閤通（愛知県道68号名古屋津島線）
- 広小路通（愛知県道60号名古屋長久手線）
- 江川線（名古屋市道江川線・愛知県道107号中川中村線）
- 若宮大通
- 大須通
- 名古屋高速都心環状線・2号東山線・5号万場線 新洲崎JCT

## その他

### 日本郵便
- 郵便番号 : 450-0003（中村区）[WEB 2]（集配局：名古屋西郵便局[WEB 12]）。

### WEB
1. 1 2  “町・丁目(大字)別、年齢(10歳階級)別公簿人口(全市・区別)”.   名古屋市 (2019年2月20日). 2019年2月20日閲覧。
2. 1 2  “郵便番号”.  日本郵便. 2019年2月10日閲覧。
3. ↑  “市外局番の一覧”.   総務省. 2019年1月6日閲覧。
4. ↑  “中村区の町名一覧”.   名古屋市 (2017年6月1日). 2019年2月28日閲覧。
5. ↑  総務省統計局 (2014年3月28日). “平成7年国勢調査の調査結果(e-Stat) - 男女別人口及び世帯数 －町丁・字等” (CSV). 2019年4月27日閲覧。
6. ↑  総務省統計局 (2014年5月30日). “平成12年国勢調査の調査結果(e-Stat) - 男女別人口及び世帯数 －町丁・字等” (CSV). 2019年4月27日閲覧。
7. ↑  総務省統計局 (2014年6月27日). “平成17年国勢調査の調査結果(e-Stat) - 男女別人口及び世帯数 －町丁・字等” (CSV). 2019年4月27日閲覧。
8. ↑  総務省統計局 (2012年1月20日). “平成22年国勢調査の調査結果(e-Stat) - 男女別人口及び世帯数 －町丁・字等” (CSV). 2019年4月27日閲覧。
9. ↑  総務省統計局 (2017年1月27日). “平成27年国勢調査の調査結果(e-Stat) - 男女別人口及び世帯数 －町丁・字等” (CSV). 2019年4月27日閲覧。
10. ↑  “市立小・中学校の通学区域一覧”.   名古屋市 (2018年11月10日). 2019年1月14日閲覧。
11. ↑  “平成29年度以降の愛知県公立高等学校（全日制課程）入学者選抜における通学区域並びに群及びグループ分け案について”.   愛知県教育委員会 (2015年2月16日). 2019年1月14日閲覧。
12. ↑  郵便番号簿 平成29年度版 - 日本郵便. 2019年02月26日閲覧 (PDF)

### 新聞
1. ↑  “岡崎信金が中核拠点「名古屋支店」オープン”. 日本経済新聞電子版. (2017年9月25日) 2019年9月21日閲覧。
2. ↑  “岡崎信金　中村区の旧柳橋支店を解体”. 建通新聞電子版. (2020年12月22日) 2022年3月25日閲覧。 {{cite news}}: |accessdate=、|date=の日付が不正です。 (説明)⚠

### 書籍
1. 1 2 3 4 5 6 7  名古屋市計画局 1992, p. 768.
2. ↑  名古屋市計画局 1992, p. 279.
3. ↑  名古屋市計画局 1992, p. 830.
4. ↑  岡崎信用金庫五十年史編纂委員会 1976, p. 580.